# هایدلبرگر دروکماشینن
هایدلبرگر دروکماشینن آ گ (به آلمانی: Heidelberger Druckmaschinen AG)(معروف به هایدلبرگ؛ Heidelberg) در شهر هایدلبرگ، آلمان مستقر گشته و کارخانه‌های آن در شش کشور جهان قرار دارند. با در اختیار داشتن بیش از ۴۷ درصد از سهم بازار جهانی ماشین آلات صنعت چاپ افست، شرکت هایدلبرگ تنها ارائه‌کننده راهکارهای یکپارچه و متمرکز در صنعت رسانه چاپ جهان است.

## تاریخچه
در سال ۱۸۵۰ اندریاس هام یک کارخانه ریخته‌گری و تولید ماشین آلات را در فرانکنتال آلمان پایه‌گذاری کرد.
کارخانه‌ای که در واقع هسته مرکزی آنچه را امروز به نام کمپانی هایدلبرگ می‌شناسیم پایه‌ریزی کرد. در سال ۱۸۹۶ شهر هایدلبرگ، دفاتر مرکزی کارخانه هام با نام کمپانی ماشین آلات سریع الف. هام هایدلبرگ را در خود جای داد. کارخانه‌ای که با تولید اولین ماشین چاپ خود، شهرت و اعتباری بین‌المللی را برای این شرکت به ارمغان آورد، ماشین چاپ ملخی هایدلبرگ که در سال ۱۹۱۴ پا به عرصه وجود گذاشت.
اولین شعبه کمپانی هایدلبرگ در سال ۱۹۲۶ در ژاپن تأسیس گشت. کمپانی، مقر واقع در شهر هایدلبرگ خود را توسعه و گسترش داده و در سال ۱۹۵۷ کارخانه ویسلوخ- والدورف را افتتاح نمود که تا امروز بزرگترین و پیشرفته‌ترین کارخانه تولید وری چاپ Ĥ ماشین آلات چاپ در جهان محسوب می‌گردد. کمپانی هایدلبرگ در سال ۱۹۶۲ پا به حیطه فن افست گذاشت و با تولید نخستین ماشین چاپ دو ورقی چهار رنگ از خانواده اسپیدمستر در سال ۱۹۷۴ جهشی عظیم را در زمینه کیفیت، دقت و سرعت ماشین آلات چاپ افست ایجاد نمود. در سال ۱۹۷۵ اولین ماشین چهار ونیم ورقی دو رنگ پشت و روزن کمپانی به بازار عرضه گردید. در سال ۱۹۸۵ کارخانه جدید ریخته‌گری کمپانی واقع در آمشتتن آلمان کار خود را شروع نمود. در سال ۱۹۹۲ کمپانی هایدلبرگ سنگ بنای کارخانه براندنبورگ را پی گذاشت.

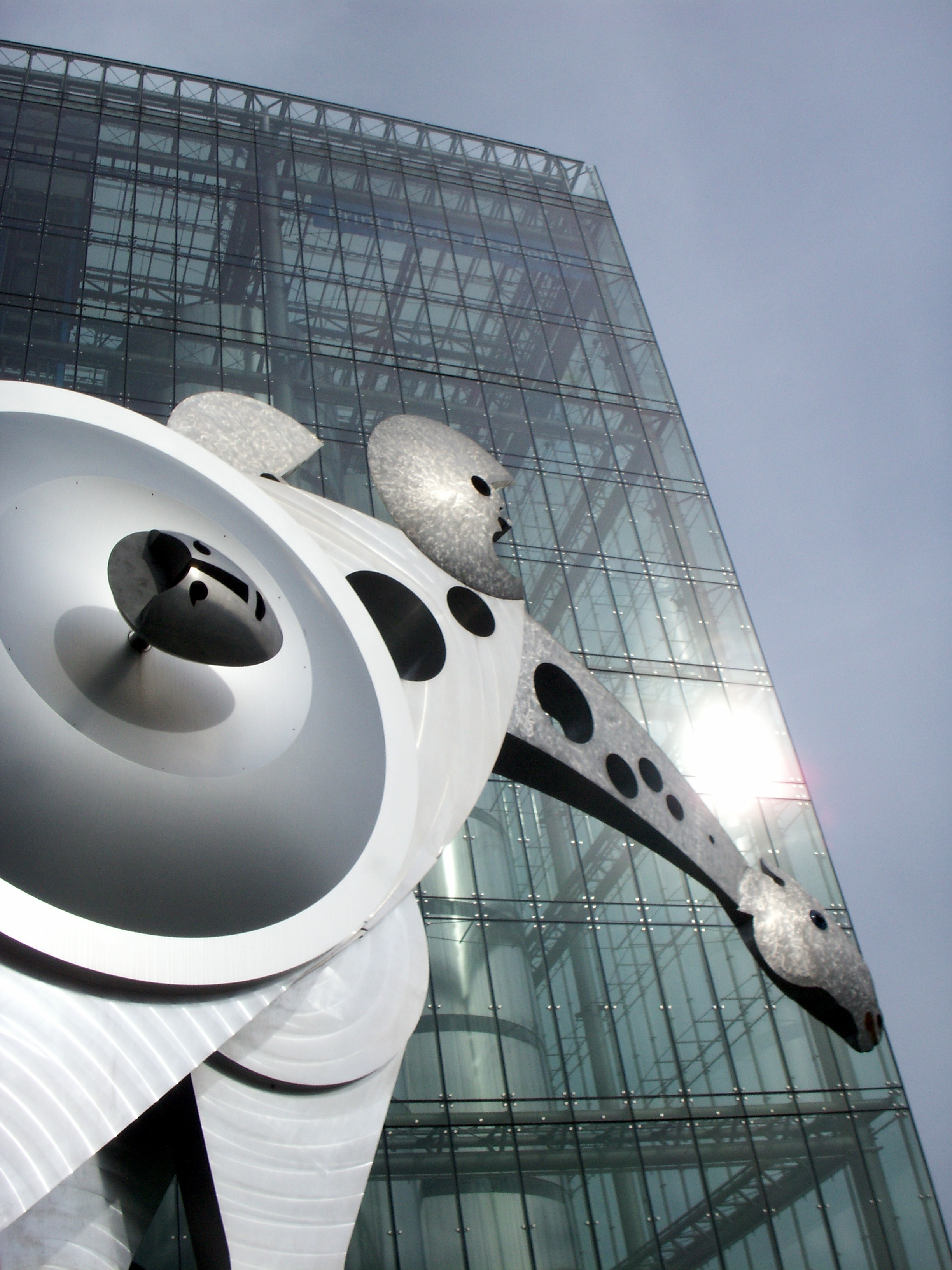
مرکز نمایشگاهی رسانه چاپ هایدلبرگ

## تولیدات

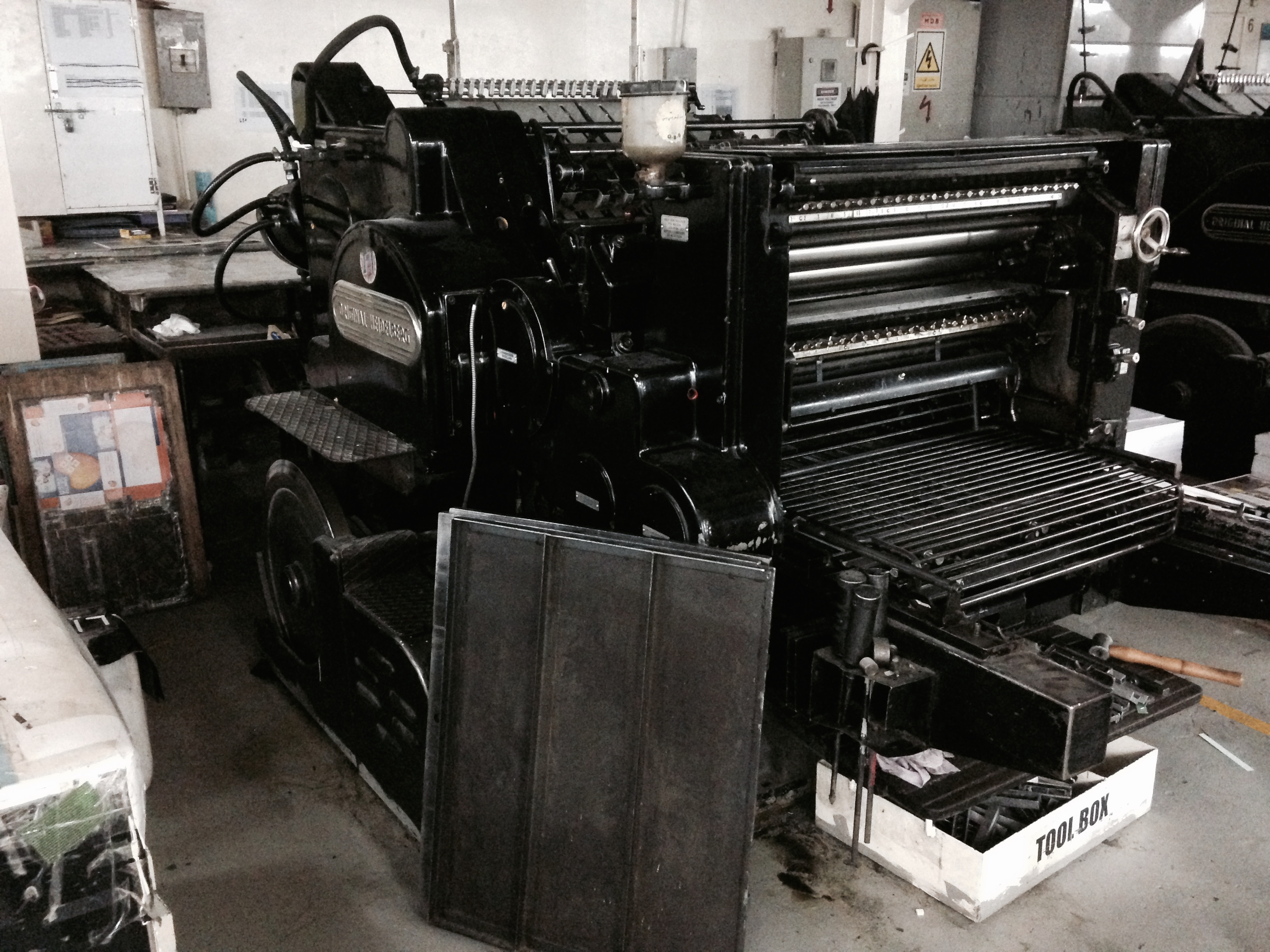
یک ماشین چاپ ساخت شرکت هایدلبرگ.

تولیدکننده و عرضه‌کننده ماشین آلات چاپ دقیق و قدرتمند، تجهیزات پیش از چاپ و نگاشت پلیت، ماشین آلات پس از چاپ و نرم‌افزارهایی برای یکپارچه سازی و پیوستن کلیه ماشین آلات در سراسر زنجیره و فرایند تولید است. علاوه بر آن، کمپانی هایدلبرگ ارائه‌کننده خدمات مشاوره‌ای، خدمات سرویس، قطعات یدکی،
گستره وسیعی از مواد مصرفی صنعت چاپ، ماشین آلات دست دوم و خدمات آموزشی در آکادمی رسانه چاپ خود است.

## نیروی کاری
این کمپانی با دارا بودن بیش از ۲۵۰ دفتر فروش در سراسر جهان، خدمات خود را در اختیار بیش از ۲۰۰٬۰۰۰ نفر از مشتریان خود در کشورهای صنعتی و در حال رشد، در آسیا و اروپای شرقی قرار می‌دهد. در حال حاضر کمپانی هایدلبرگ دارای نیروی کاری معادل ۱۹٬۵۹۶ نفر است که عمده آن‌ها در بخش‌های تحقیق و توسعه، تولید و فروش مشغول به کار می‌باشند.

## مرکز نمایشگاهی رسانه چاپ هایدلبرگ
این مرکز یکی از چندین مرکز نمایشگاهی هایدلبرگ که برای مشتریان کمپانی از سراسر جهان این فرصت را فراهم می‌سازد که از نزدیک با آخرین، جدیدترین و پیشرفته‌ترین راهکارهای صنعت چاپ آشنا گردند. مرکز نمایشگاهی اصلی در شهر هایدلبرگ قرار گرفته که با امکانات موجود در کارخانه ویسلوخ مجموعاً حدود ۳۸۰۰
متر مربع فضای نمایشگاهی را در اختیار بازدیدکنندگان خود قرار می‌دهد. تقریباً کلیه محصولات و راهکارهای هایدلبرگ در هر سه بخش پیش از چاپ، چاپ و پس از چاپ در معرض بازدید علاقه‌مندان قرار می‌گیرد و تنها در سال گذشته بیش از ۱۳۰۰ گروه از مشتریان هایدلبرگ از این مرکز بازدید به عمل آوردند.